# ハリー・ウィンストン
ハリー・ウィンストン（英語: Harry Winston、1896年3月1日 - 1978年12月8日）はアメリカの宝飾デザイナー、宝石商、またその高級ブランドである。父親のジェイコブ・ウィンストンも宝石商である。
ウクライナ系。宝石を多数取り扱っていたことから生前彼の顔写真は一切公開されず、公開されても後ろ姿などのみであったが現在では公開されている（英語版の記事 (Harry Winston) で見ることができる）。
彼は宝飾関連企業「ハリー・ウィンストン社」を起こしている。2012年からスウォッチ・グループの子会社となる。日本には直営店が7店舗ある。

## 経歴
- 1896年 - ニューヨークに生まれる。
- 1920年 - ニューヨーク5番街に「The Premier Diamond Company」を設立。
- 1932年 - ニューヨーク5番街にハリー・ウィンストン社を設立。
- 1949年 - 45.52カラットの世界最大の青いダイヤ「ホープ」[注 2]を手に入れる。その後数年にわたってアメリカ国内各地で展示する。
- 1958年 - 「ホープ」をアメリカ国民のためにとスミソニアン博物館に寄贈。
- 1963年 - 127.01カラットの「ポルチュギーズ・ダイヤモンド」を同博物館に寄贈。
- 1964年 - 253.7カラットの世界最大級のダイヤモンド原石の完璧な結晶体「オッペンハイマー」を同博物館に寄贈。
- 1978年 - 死去。2人の息子が会社を受け継ぐが、長年に渡り経営権を巡り争うこととなる。